# 1984 en aéronautique
Chronologie de l'aéronautique
- 1980
- 1981
- 1982
- 1983
- 1984
- 1985
- 1986
- 1987
- 1988

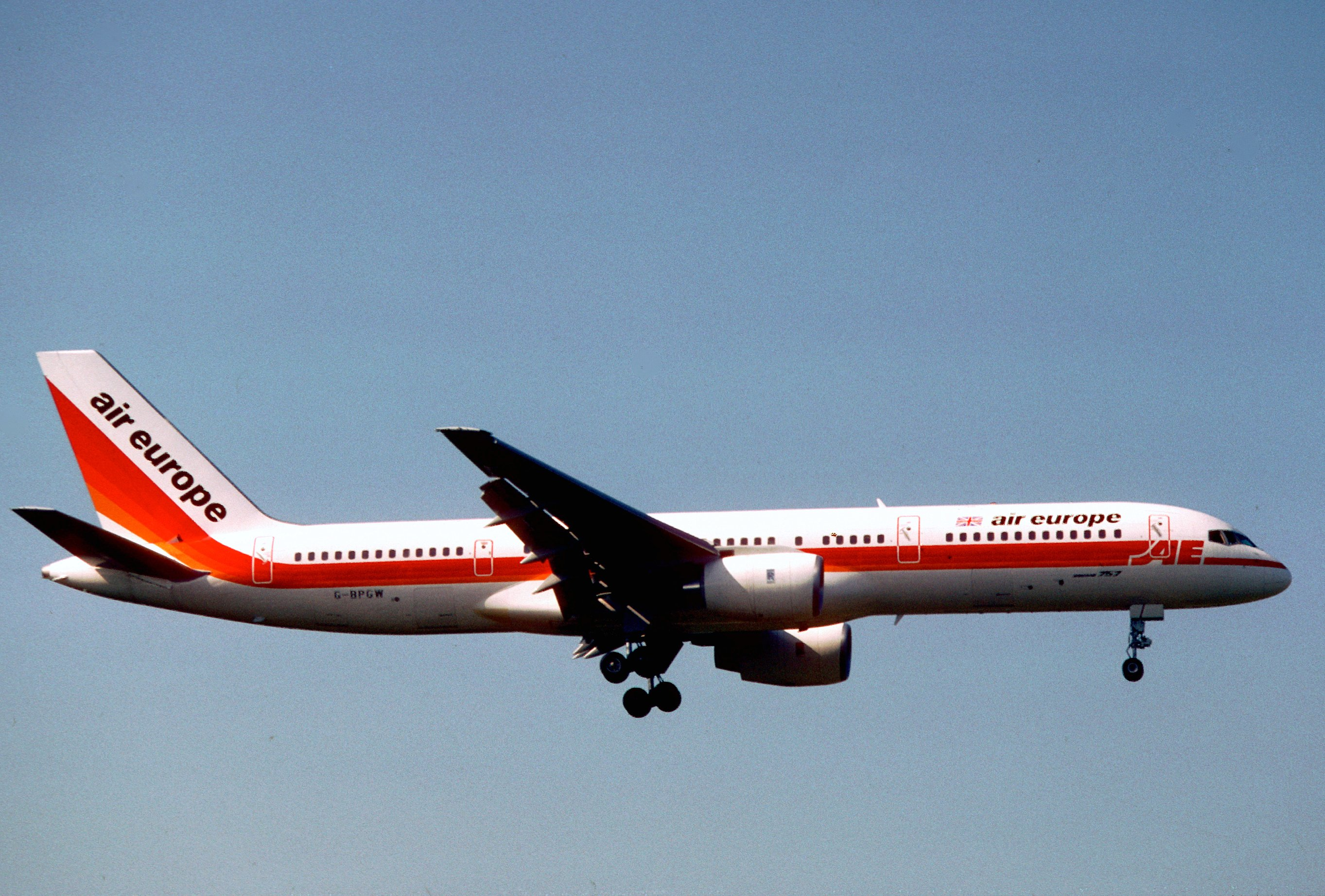
l’article parle d’évènements d’aviation en 1984 et la photo est un avion de 1984

Cet article présente les faits marquants de l'année 1984 en aéronautique.

## Événements

### Janvier
- 12 janvier : l'US Marine Corps reçoit son premier AV-8B Harrier II.

### Février
- 29 février : premier vol de l'hélicoptère Panther.

### Mai
- 7 mai : premier vol de l'avion d'entraînement suisse Pilatus PC-9.
- 15 mai : premier vol de l'avion de combat italo-brésilien: AMX International AMX.

### Juin
- 22 juin :
  - premier vol de la compagnie Virgin Atlantic;
  - premier vol de l'avion de record Rutan Voyager.

### Juillet
- 2 juillet : l'escadron de chasse 1/2 Cigognes est le premier équipé de Mirage 2000.
- 18 juillet : premier vol de l'ULM amphibie Latécoère 225.
- 23 juillet : en panne sèche de carburant, un Boeing 767 d'Air Canada se pose en douceur en vol plané. Robert Pearson, pilote de planeur à ses heures, fut contraint d'effectuer cette manœuvre à la suite d'une erreur lors du ravitaillement en carburant.
- 25 juillet : Svetlana Y. Savitskaya est la première femme à effectuer une sortie dans l'espace.
- 31 juillet : piratage du Boeing 737 d'Air France, vol AF 747 Francfort Paris-CDG, détourné vers Genève, Beyrouth et Téhéran.

### Août
- 16 août :
  - premier vol de l'avion de transport régional ATR 42;
  - premier vol de l'avion de transport chinois Harbin Y-12.
- 30 août : la navette américaine Discovery effectue sa première mission.

### Septembre
- 14-18 septembre : Joseph Kittinger signe la première traversée de l'Atlantique en solo en ballon.
- 21 septembre : premier vol de l'avion d'affaires Falcon 900.

### Octobre
- 5 octobre : Kathryn Sullivan est la première américaine sortie dans l'espace au cours de la mission STS-41-G sur Challenger.
- 6 octobre : premier vol de l'avion d'entraînement argentin FMA IA 63 Pampa.

### Décembre
- 1er décembre : la NASA procède à un crash test avec un Boeing 707 dans le cadre du programme Controlled Impact Demonstration.
- 14 décembre : premier vol de l'avion expérimental à flèche inversée Grumman X-29.